# AS Monaco
Die Association Sportive de Monaco Football Club, allgemein bekannt als AS Monaco, ist ein Fußballverein aus dem Fürstentum Monaco. Er spielt im französischen Ligabetrieb mit und ist Mitglied im Französischen Fußballverband FFF.
Zwei Drittel der Anteile an der Société Anonyme Monégasque werden von Jekaterina Rybolowlewa, Tochter des russischen Unternehmers und Klubpräsidenten Dmitri Rybolowlew, gehalten. Das übrige Drittel gehört der Familie Grimaldi.

## Geschichte
Die AS Monaco wurde am 1. August 1919 gegründet, seit 1948 wandelte sie sich zum professionellen Klub. Heimspielort ist das Stade Louis II, ein reines Sitzplatzstadion mit 18.520 Plätzen im Bezirk Fontvieille in Monaco. Vereinspräsident ist seit Ende 2011 Dmitri Rybolowlew.
Mit acht Meistertiteln in der Ligue 1 und fünf Pokalerfolgen gehört Monaco zu den erfolgreichsten Vereinen der französischen Liga. Auf europäischer Ebene erreichte die ASM einmal (1992) das Finale im Europapokal der Pokalsieger, verlor aber mit 0:2 gegen Werder Bremen. Am 26. Mai 2004 verlor Monaco zudem das Finale der UEFA Champions League in Gelsenkirchen mit 0:3 gegen den FC Porto.
Nach 34 Jahren durchgehender Zugehörigkeit zur Ligue 1 spielte die ASM nach Platz 18 und dem Abstieg von 2011 bis 2013 nur noch in der Ligue 2. Der sportlich wie finanziell angeschlagene Verein fand im Dezember 2011 einen neuen Investor: Der russische Milliardär Rybolowlew übernahm über eine seiner Firmen 66,67 Prozent der Anteile der für den Profibereich zuständigen Kapitalgesellschaft (Société Anonyme Sportive Professionnelle) und das Präsidentenamt. Das restliche Drittel verbleibt beim Gesamtverein, um „die Interessen des Fürstentums [zu] repräsentieren“. 2013 erreichte der Verein Platz eins der Ligue 2 und damit den Wiederaufstieg.

Logo bis 2013

Zur Erstligasaison 2013/14 verpflichtete der Verein João Moutinho, James Rodríguez (beide vom FC Porto) und Falcao von Atlético Madrid für zusammen geschätzte 120 bis 130 Millionen Euro – eine Größenordnung, die der Verein allerdings dementiert hat.
Weil die Kapitalgesellschaft dem monegassischen Steuerrecht unterliegt und damit einen erheblichen Wettbewerbsvorteil besitzt, beschloss der Profiligaverband FFF im März 2013, dass ab der Saison 2014/15 alle französischen Erst- und Zweitligavereine – also auch die AS Monaco – ihren steuerlichen Sitz in Frankreich haben müssen. Nachdem der Verein Widerspruch beim FFF-Exekutivkomitee eingelegt hatte, schloss er mit dem Ligaverband einen Vergleich, wonach er seinen Sitz im Fürstentum behält und eine Kompensation von 50 Millionen Euro zahlt, die auf die anderen Klubs verteilt werden. Sieben Erstligisten (Bordeaux, Caen, Lille, Lorient, Marseille, Montpellier und Paris) halten die Summe für unangemessen niedrig und zudem der FFF das Recht bestreiten, eine solche überhaupt abzuschließen.
Diese Vereinbarung wurde jedoch 2015 vom Conseil d’État als rechtswidrig abgelehnt und AS Monaco bezahlt jetzt überhaupt keine Kompensation, obwohl er seinen Sitz in Monaco behält.
Am 10. Juni 2014 wurde Leonardo Jardim als neuer Trainer und Nachfolger von Claudio Ranieri vorgestellt. Unter Jardim erreichte der Klub in der Saison 2014/15 den dritten Platz. In der UEFA Champions League 2014/15 überstand Monaco die Gruppenphase und zog durch einen Sieg im Achtelfinale, gegen den FC Arsenal, ins Viertelfinale ein, in welchem gegen den italienischen Meister Juventus Turin Schluss war. In der Ligue 1 2015/16 verteidigte Monaco den 3. Platz, während er in der Europa League 2015/16, in der Gruppenphase, ausschied. Vorläufiger Höhepunkt der Jahre unter Trainer Jardim war der Gewinn der Meisterschaft in der Saison 2016/17. Außerdem erreichte der Klub nach Siegen gegen unter anderem Borussia Dortmund, Manchester City und Tottenham Hotspur, das Halbfinale der UEFA Champions League 2016/17, in dem man wieder gegen Juventus Turin ausschied.
Unter Jardim gelang es, junge Spieler wie Thomas Lemar, Fabinho (beide 2018), Kylian Mbappé, Benjamin Mendy, Bernardo Silva, Tiemoué Bakayoko (alle 2017), Anthony Martial, Geoffrey Kondogbia, Layvin Kurzawa und Yannick Carrasco (alle 2015) zu entwickeln und mit hohen Erlösen zu transferieren. Dieser Transferpolitik musste jedoch in sportlicher Hinsicht zusehends Rechnung getragen werden: Nach der Meistersaison samt Erreichen des Champions-League-Halbfinals erreichte das Team in der Saison 2017/18 mit 13 Punkten Rückstand auf den Meister Paris Saint-Germain den zweiten Platz und schied in der Champions League in der Gruppenphase aus. Nach neun Spieltagen der Saison 2018/19 stand das Team mit sechs Punkten auf dem drittletzten Tabellenplatz, woraufhin Jardim am 11. Oktober 2018 entlassen wurde.
Sein Nachfolger wurde Thierry Henry – Weltmeister 1998, Europameister 2000 und früherer AS-Spieler. Er erhielt einen Vertrag bis 2021. Bereits am 24. Januar 2019 wurde Henry vom Verein freigestellt, nachdem die auf dem vorletzten Tabellenplatz befindliche Mannschaft unter ihm in 12 Ligapartien nur zwei Siege geholt hatte und im Coupe de France gegen den Zweitligisten FC Metz ausgeschieden war. Sein Vorgänger Jardim kehrte nochmals zurück. Es gelang zwar der Klassenerhalt, kurz vor Jahresende wurde der Trainer auf dem siebten Tabellenplatz liegend aber erneut entlassen.
Am 30. Dezember 2019 übernahm Robert Moreno das Traineramt. Die Saison wurde im März 2020 aufgrund der COVID-19-Pandemie unter- und später abgebrochen. Die AS Monaco belegte nach einer Quotientenregelung den 9. Platz. Mitte Juli 2020 wurde Moreno freigestellt und kurz danach Niko Kovač als neuer Trainer in Monaco vorgestellt. Die Saison 2020/2021 schloss der Verein auf dem 3. Platz ab.
Auch Mitglieder der monegassischen Fürstenfamilie sind bei Heimspielen oft anwesend; Fürst Albert II. ist Anhänger des Vereins.

## Ligazugehörigkeit
Profistatus hat die ASM 1933/34 sowie ab 1948 besessen; der Division 1 bzw. Ligue 1 (seit 2002) gehörte Monaco 1953–1969, 1971/72, 1973–1976 und 1977–2011 an und spielt dort aktuell wieder seit 2013.

## Sportliche Erfolge
- Französische Fußballmeisterschaft
  - Meister: 1961, 1963, 1978, 1982, 1988, 1997, 2000, 2017
  - Vizemeister: 1964, 1984, 1991, 1992, 2003, 2014, 2018, 2024
  - Dritter: 1956, 1958, 1985, 1989, 1990, 1993, 1996, 1998, 2004, 2005, 2015, 2016, 2021, 2022, 2025
- Französischer Fußballpokal
  - Sieger: 1960, 1963, 1980, 1985, 1991
  - Finalist: 1974, 1984, 1989, 1992, 2010, 2021
- Französischer Ligapokal
  - Sieger: 2003
  - Finalist: 1984, 2001, 2017, 2018
- Französischer Fußballsuperpokal
  - Sieger: 1961, 1985, 1997, 2000
  - Finalist: 1960, 2017, 2018
- Coupe Drago
  - Sieger: 1961
- UEFA Champions League
  - Finale: 2003/04
- Europapokal der Pokalsieger
  - Finalist: 1991/92
- UEFA-Pokal
  - Halbfinale: 1996/97
- Alpenpokal
  - Sieger: 1979, 1983, 1984

## Ehemalige Spieler
- Emmanuel Adebayor (2003–2006)
- Manuel Amoros (1980–1989)
- Sonny Anderson (1994–1997)
- Marcel Artelesa (1961–1966)
- Umberto Barberis (1980–1983)
- Fabien Barthez (1995–2000)
- Bruno Bellone (1980–1987)
- Raymond Bellot (1955–1958)
- Ali Benarbia (1995–1998)
- Lucas Bernardi (2001–2008)
- Dominique Bijotat (1979–1987, 1988–1991)
- Abderrahmane Boubekeur (1954–1958)
- Daniel Bravo (1983–1987)
- Bart Carlier (1958–1964)
- Yannick Carrasco (2012–2015)
- John Collins (1996–1998)
- Lucien Cossou (1959–1965)
- Costinha (1997–2001)
- Alain Couriol (1979–1983)
- Christian Dalger (1971–1980)
- Ramón Díaz (1989–1991)
- Marcel Dib (1985–1993)
- Karimou Djibrill (1958–1965)
- Youri Djorkaeff (1990–1995)
- Yvon Douis (1961–1967)
- Franck Dumas (1992–1999)
- Jean-Luc Ettori (1975–1994)
- Patrice Evra (2002–2006)
- Gaël Givet (2000–2007)
- Fabinho (2013–2018)
- Radamel Falcao (2013–2019)
- Yousouf Falikou Fofana (1985–1993)
- Armand Forchério (1961–1972)
- Marcelo Gallardo (1999–2003)
- Bernard Genghini (1983–1986)
- Ludovic Giuly (1998–2004, 2011–2012)
- Kamil Glik (2016–2020)
- Mark Hateley (1987–1990)
- Thierry Henry (1994–1999)
- Michel Hidalgo (1957–1966)
- Glenn Hoddle (1987–1991)
- Victor Ikpeba (1993–1999)
- Raymond Kaelbel (1956–1961)
- Jürgen Klinsmann (1992–1994)
- Thomas Lemar (2015–2018)
- Maicon (2004–2006)
- Rafael Márquez (1999–2003)
- Anthony Martial (2013–2015)
- Kylian Mbappé (2015–2017)
- François Modesto (2004–2010)
- Alain Moizan (1977–1980)
- Fernando Morientes (2003–2004)
- João Moutinho (2013–2018)
- Raúl Nogués (1977–1980)
- Shabani Nonda (2000–2005)
- Marcel Nowak (1957–1962)
- Delio Onnis (1973–1980)
- José Pastoriza (1972–1975)
- Emmanuel Petit (1988–1997)
- Jean Petit (1969–1982)
- Dado Pršo (1999–2004)
- Claude Puel (1979–1996)
- John Arne Riise (1998–2001)
- James Rodríguez (2013–2014)
- Flavio Roma (2001–2009, 2012–2014)
- Jérôme Rothen (2001–2004)
- Willy Sagnol (1997–2000)
- Enzo Scifo (1993–1997)
- Bernardo Silva (2014–2017)
- Marco Simone (1999–2003)
- Sébastien Squillaci (1998–2006)
- Danijel Subašić (2012–2020)
- Théodore Szkudlapski (1960–1967)
- Lilian Thuram (1990–1996)
- David Trezeguet (1995–2000)
- George Weah (1988–1992)
- Wissam Ben Yedder (2019–2024)
- Mustapha Zitouni (1954–1958)

## Trainer (seit 1948)
- Jean Batmale (1948–1950)
- Elek Schwartz (1950–1952)
- Angelo Grizzetti (1952–1953)
- Ladislav Dupal (1953–1956)
- Tony Marek (1956–1957)
- Louis Pirroni (1957–1958)
- Lucien Leduc (1958–1963)
- Roger Courtois (1963–1965)
- Louis Pirroni (1965–1966)
- Pierre Sinibaldi (1966–1969)
- Louis Pirroni (1969)
- Robert Domergue (1969–1970)
- Jean Luciano (1970–1972)
- Rubén Bravo (1972–1974)
- Alberto Muro (1974–1976)
- Armand Forchério (1976)
- Lucien Leduc (1976–1979)
- Gérard Banide (1979–1983)
- Lucien Muller (1983–1986)
- Ștefan Kovács (1986–1987)
- Arsène Wenger (1987–1994)
- Jean Petit (1994)
- Jean-Luc Ettori (1994–1995)
- Gérard Banide (1995)
- Jean Tigana (1995–1999)
- Claude Puel (1999–2001)
- Didier Deschamps (2001–2005)
- Jean Petit (2005)
- Francesco Guidolin (2005–2006)
- László Bölöni (2006)
- Laurent Banide (2006–2007)
- Ricardo Gomes (2007–2009)
- Guy Lacombe (2009–2011)
- Laurent Banide (2011)
- Marco Simone (2011–2012)
- Claudio Ranieri (2012–2014)
- Leonardo Jardim (2014–2018)
- Thierry Henry (2018–2019)
- Leonardo Jardim (2019)
- Robert Moreno (2019–2020)
- Niko Kovač (2020–2021)
- Philippe Clement (2022–2023)
- Adi Hütter (2023–)

## Aktueller Kader 2024/25
Stand: 12. Februar 2025
| Nr.        | Nat.               | Name                | Geburtstag         | im Verein seit | Vertrag bis |     |
| Tor        | Tor                | Tor                 | Tor                | Tor            | Tor         | Tor |
| ---------- | ------------------ | ------------------- | ------------------ | -------------- | ----------- | --- |
| 01         | Polen              | Radosław Majecki    | 16. November 1999  | 2020           | 2028        |     |
| 16         | Schweiz            | Philipp Köhn        | 2. April 1998      | 2023           | 2028        |     |
| 50         | Frankreich         | Yann Lienard        | 16. März 2003      | 2021           | 2027        |     |
| Abwehr     |                    |                     |                    |                |             |     |
| 02         | Brasilien          | Vanderson           | 21. Juni 2001      | 2022           | 2028        |     |
| 04         | Niederlande        | Jordan Teze         | 30. September 1999 | 2024           | 2029        |     |
| 05         | Deutschland        | Thilo Kehrer        | 21. September 1996 | 2024           | 2028        |     |
| 12         | Brasilien          | Caio Henrique       | 31. Juli 1997      | 2020           | 2027        |     |
| 13         | Frankreich         | Christian Mawissa   | 18. April 2005     | 2024           | 2029        |     |
| 17         | Elfenbeinküste     | Wilfried Singo      | 25. Dezember 2000  | 2023           | 2028        |     |
| 20         | Frankreich         | Kassoum Ouattara    | 14. Oktober 2004   | 2023           | 2028        |     |
| 22         | Ghana              | Mohammed Salisu     | 17. April 1999     | 2023           | 2028        |     |
| Mittelfeld |                    |                     |                    |                |             |     |
| 06         | Schweiz            | Denis Zakaria       | 20. November 1996  | 2023           | 2028        |     |
| 07         | Marokko            | Eliesse Ben Seghir  | 16. Februar 2005   | 2023           | 2027        |     |
| 08         | Libyen             | Moatasem al-Musrati | 6. April 1994      | 2025           | 2025        |     |
| 10         | Russland           | Alexander Golowin   | 30. Mai 1996       | 2018           | 2029        |     |
| 11         | Frankreich         | Maghnes Akliouche   | 25. Februar 2002   | 2022           | 2028        |     |
| 15         | Senegal            | Lamine Camara       | 1. Januar 2004     | 2024           | 2029        |     |
| 18         | Japan              | Takumi Minamino     | 16. Januar 1995    | 2022           | 2027        |     |
| 27         | Senegal            | Krépin Diatta       | 25. Februar 1999   | 2021           | 2025        |     |
| 28         | Frankreich         | Mamadou Coulibaly   | 21. April 2004     | 2022           | 2025        |     |
| 37         | Frankreich         | Edan Diop           | 28. August 2004    | 2023           | 2028        |     |
| 88         | Frankreich         | Soungoutou Magassa  | 8. Oktober 2003    | 2021           | 2029        |     |
| Sturm      |                    |                     |                    |                |             |     |
| 09         | Vereinigte Staaten | Folarin Balogun     | 3. Juli 2001       | 2023           | 2028        |     |
| 14         | Danemark           | Mika Biereth        | 8. Februar 2003    | 2025           | 2029        |     |
| 21         | Nigeria            | George Ilenikhena   | 16. August 2006    | 2024           | 2029        |     |
| 36         | Schweiz            | Breel Embolo        | 14. Februar 1997   | 2022           | 2026        |     |

## Basketball
Die Basketballmannschaft des Vereins spielte 17 Jahre in der LNB Pro A und wurde 1950 französischer Vizemeister.